# Radio (песня Дэнни)
Radio — сингл популярного шведского исполнителя Дэнни Сауседо. Входит в альбом «Set Your Body Free». Сингл был выпущен 19 ноября 2008 года и презентован на Рождество 2008 года. С тех пор песня стремительно набрала популярность в Швеции, а с весны 2009 года и в России.

## Положение в чартах
| Страна            | Позиция |
| ----------------- | ------- |
| Швеция (Топ Лист) | 1       |
| Россия (ТопХит)   | 20      |

## Версии
1. Radio Edit
2. Album Version
3. Acoustic Version